# 安東尼·皮勒
安東尼·皮勒（英語：Anthony Eugene Peeler，1969年11月25日—），美国NBA联盟前职业篮球运动员。他在1992年的NBA选秀中第1轮第15顺位被洛杉磯湖人选中。
皮勒是密蘇里州堪薩斯城 Paseo 高中的傑出高中球員。他的大學籃球生涯頗為成功，場均能得到 16.8 分。並在 1992 年，大四那年被評為年度最佳美聯社最佳球員和年度最佳男運動員，場均達到23.4分、5.5個籃板和3.9次助攻。
皮勒進入NBA後，打破了湖人隊新人的三分球記錄。